# Valmascle
Valmascle is een gemeente in het Franse departement Hérault (regio Occitanie) en telt 45 inwoners (2009). De plaats maakt deel uit van het arrondissement Lodève.

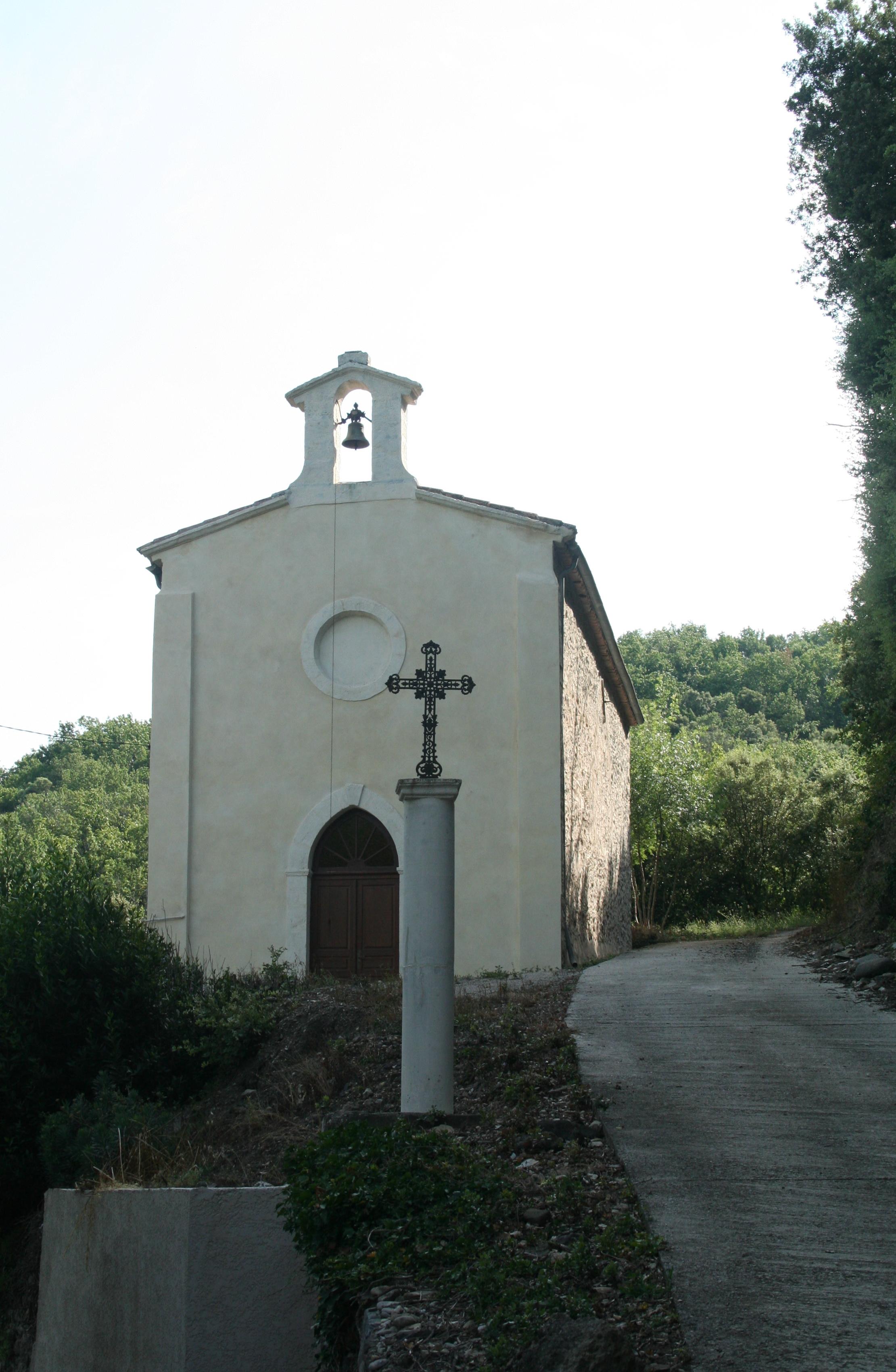
Kerk van St. Pierre
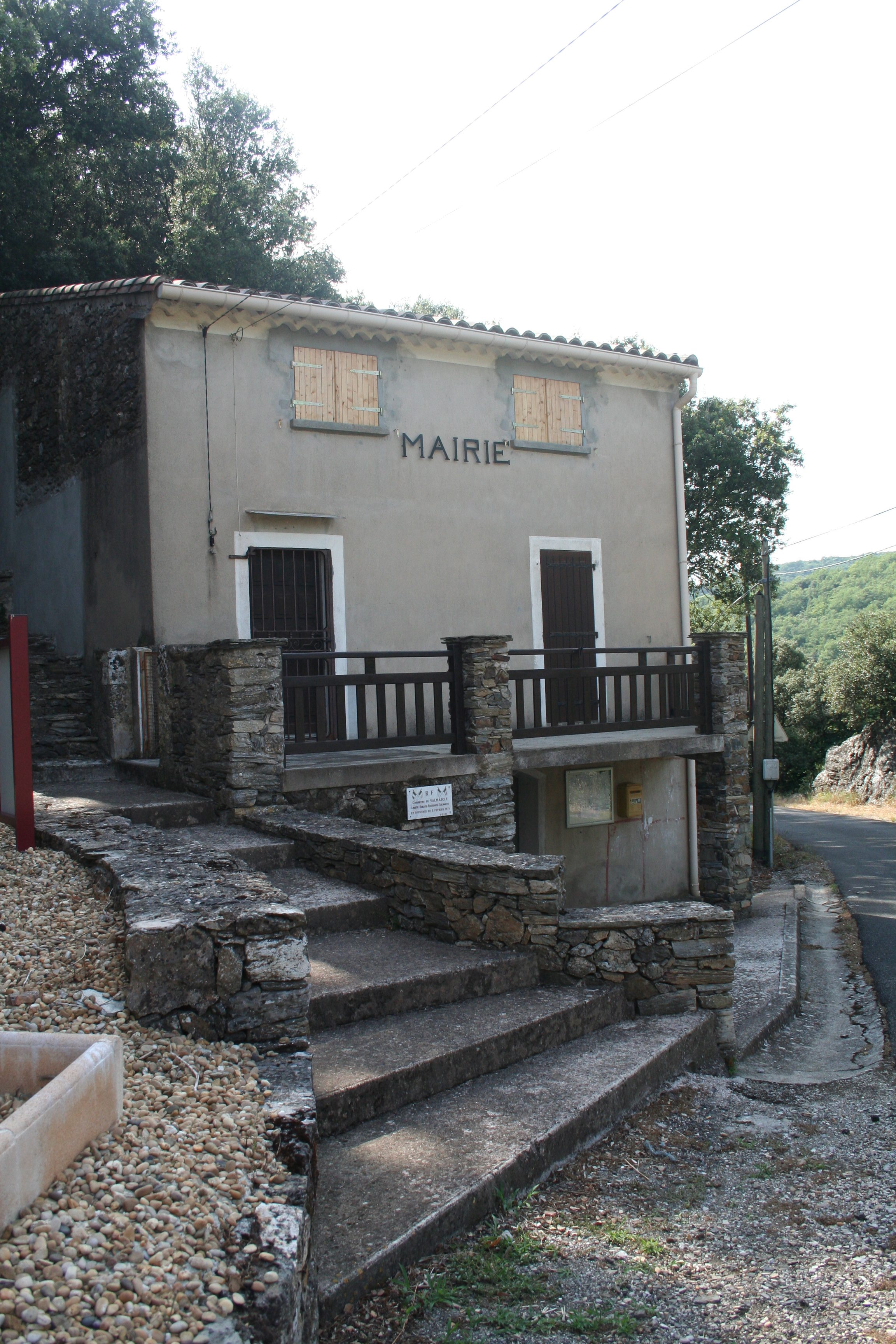
Gemeentehuis

## Geografie
De oppervlakte van Valmascle bedraagt 6,8 km², de bevolkingsdichtheid is dus 6,6 inwoners per km².

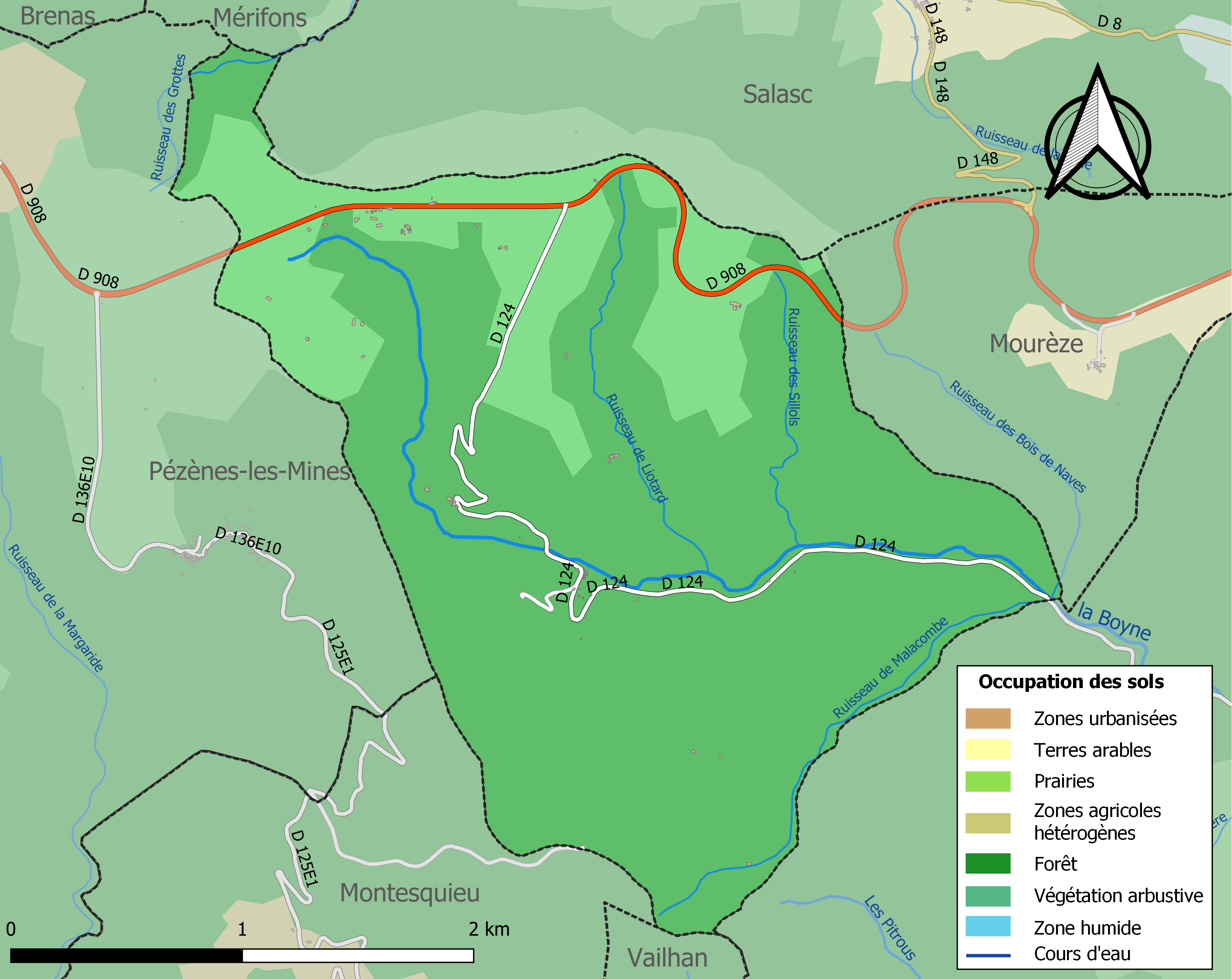
Kaart van de gemeente met de belangrijkste infrastructuur, bodemgebruik en omliggende gemeenten

## Demografie
Onderstaande figuur toont het verloop van het inwonertal (bron: INSEE-tellingen).